# Macau Open 2008 (Badminton)
Die Macau Open 2008 im Badminton fanden vom 30. September bis zum 5. Oktober 2008 in Macau statt.

## Austragungsort
- Tap Seac Multi-sports Pavilion, Macao

## Sieger und Platzierte
| Veranstaltung | Gold                         | Silber                                 | Bronze                         |
| ------------- | ---------------------------- | -------------------------------------- | ------------------------------ |
| Herreneinzel  | Taufik Hidayat               | Lee Chong Wei                          | Alamsyah Yunus                 |
| Herreneinzel  | Taufik Hidayat               | Lee Chong Wei                          | Kuan Beng Hong                 |
| Dameneinzel   | Zhou Mi                      | Julia Wong Pei Xian                    | Yip Pui Yin                    |
| Dameneinzel   | Zhou Mi                      | Julia Wong Pei Xian                    | Zhu Jingjing                   |
| Herrendoppel  | Koo Kien Keat Tan Boon Heong | Fang Chieh-min Lee Sheng-mu            | Chan Chong Ming Chew Choon Eng |
| Herrendoppel  | Koo Kien Keat Tan Boon Heong | Fang Chieh-min Lee Sheng-mu            | Fernando Kurniawan Lingga Lie  |
| Damendoppel   | Cheng Shu Zhao Yunlei        | Ma Jin Wang Xiaoli                     | Ng Hui Lin Woon Khe Wei        |
| Damendoppel   | Cheng Shu Zhao Yunlei        | Ma Jin Wang Xiaoli                     | Wang Siyun Zhang Jinkang       |
| Mixed         | Xu Chen Zhao Yunlei          | Yohan Hadikusumo Wiratama Chau Hoi Wah | Wang Chia-min Wang Pei-rong    |
| Mixed         | Xu Chen Zhao Yunlei          | Yohan Hadikusumo Wiratama Chau Hoi Wah | Chai Biao Wang Xiaoli          |

## Finalergebnisse
| Disziplin    | Sieger                       | Finalist                               | Ergebnis     |
| ------------ | ---------------------------- | -------------------------------------- | ------------ |
| Herreneinzel | Taufik Hidayat               | Lee Chong Wei                          | 21–19, 21–15 |
| Dameneinzel  | Zhou Mi                      | Julia Wong Pei Xian                    | 21–13, 21–19 |
| Herrendoppel | Koo Kien Keat Tan Boon Heong | Fang Chieh-min Lee Sheng-mu            | 21–16, 21–18 |
| Damendoppel  | Cheng Shu Zhao Yunlei        | Ma Jin Wang Xiaoli                     | 21–15, 21–18 |
| Mixed        | Xu Chen Zhao Yunlei          | Yohan Hadikusumo Wiratama Chau Hoi Wah | 21–15, 21–16 |